# Bakjour
Bakjour est un esclave militaire (ghulam) tcherkesse qui servit les Hamdanides d'Alep puis les Fatimides d'Égypte. Il prit le contrôle d'Alep en 975 et la gouverna jusqu'en 977, date à laquelle l'émir légitime, Saad al-Dawla, en reprit la possession. Il reçut alors le gouvernorat d'Homs avant, en 983, de s'allier aux Fatimides et de lancer une attaque sur Alep, repoussée par l'intervention des forces byzantines. Bakjour devint ensuite gouverneur de Damas pour le compte des Fatimides jusqu'en 988. Il tenta une dernière fois de s'emparer d'Alep en 991 mais fut de nouveau vaincu par les Byzantins. Il fut alors capturé par Saad al-Dawla, qui le fit exécuter. 

## Biographie

Carte de la Syrie et de ses provinces au IX.

Bakjour est un esclave militaire circassien, recruté par les Hamdanides. En 969, il s'est élevé au rang de second de Qarquya, le puissant hadjib de Sayf al-Dawla. Après la mort de ce dernier en 967, Qarquya prend le pouvoir à Alep, dépossédant Saad al-Dawla (le fils de Sayf), contraint à errer sur ses terres jusqu'à trouver refuge à Homs,. 
En 975, Bakjour dépose et emprisonne Qarquya alors qu'il s'empare d'Alep. Cela encourage Saad al-Dawla à tenter de reprendre la capitale de son père. Soutenu par des ghulams de son père et, surtout, de la tribu des Banu Kilab vivant dans la région, il assiège Alep et s'en empare. Qarquya est libéré et se voit confier la direction des affaires de l'émirat jusqu'à sa mort. Quant à Bakjour, il ne tombe pas en disgrâce et devient gouverneur d'Homs,,. Saad al-Dawla a alors repris le contrôle de son émirat mais sa position est fragile car Alep est coincée entre les deux grandes puissances de l'époque en Méditerranée orientale, l'Empire byzantin et le califat fatimide. Toutes deux essaient de s'emparer de l'émirat hamdanide pour s'assurer le contrôle du nord de la Syrie. Depuis 969, Alep est tributaire des Byzantins, ce que ressent mal Saad al-Dawla. Toutefois, il est aussi dépendant des Byzantins pour se défendre face aux visées expansionnistes d'Abu Mansur Nizar al-Aziz Billah, le calife fatimide. Par conséquent, sa politique est tiraillée par l'allégeance à l'un ou à l'autre des empires,. 
En 983, les relations se dégradent entre Bakjour et Saad al-Dawla et le premier se tourne vers les Fatimides. Ces derniers lui envoient des renforts militaires qui lui permettent d'attaquer Alep en septembre. Saad al-Dawla n'a pas d'autres choix que de faire appel à l'aide de Basile II et le siège fatimide est levé par l'intervention d'une force byzantine conduite par Bardas Phocas le Jeune. Les Byzantins poursuivent par la mise à sac d'Homs en octobre et la ville repasse sous le contrôle des Hamdanides, tandis que Bakjour fuit en territoire fatimide.
Bakjour fait alors appel à Al-Aziz et lui demande à devenir gouverneur de Damas. Cette requête entraîne un décalage entre la position du calife, favorable à une expansion territoriale en Syrie qui pourrait être aidée par l'utilisation de Bakjour dans la conquête d'Alep, et celle de son vizir, Yaqub ibn Killis, peu enclin à soutenir une telle politique. Plus encore, il souhaite maintenir à Damas son protégé, le gouverneur Baltakin. De puissants groupes de pression au sein de la ville, notamment les Juifs conduits par Manasseh ibn al-Qazzaz et les militaires turcs, s'opposent à la nomination de Bakjour en raison de ses relations avec les chefs tribaux arabes de la région, notamment les Banu Tayy de Mufarrij ibn Daghfal. Finalement, al-Azziz dépasse ces objections et ordonne à la ville d'accepter Bakjour comme leur nouveau gouverneur,.